# ГЕС Akıncı (Кура)
ГЕС Akıncı (Кура) — гідроелектростанція на північному сході Туреччини. Знаходячись між ГЕС Котанли ІІ (вище по течії) та ГЕС Мткварі (споруджується у Грузії), входить до складу каскаду на річці Кура (басейн Каспійського моря).
У межах проєкту річку перекрили греблею з ущільненого котком бетону висотою 159 метрів (від фундаменту, висота від дна річки — 145 метрів) та довжиною 230 метрів, яка потребувала 800 тис. м3 матеріалу та утримує водосховище з об'ємом 148 млн м3. На час будівництва воду відвели за допомогою тунелю довжиною 0,36 км із діаметром 6 метрів. Зі сховища через лівобережний масив прокладено дериваційний тунель довжиною 2,65 км з діаметром 4 метри, який переходить у напірний водовід довжиною 0,35 км з діаметром 3,5 метра.
Наземний машинний зал обладнали турбінами типу Френсіс загальною потужністю 75,1 МВт (за іншими даними — 77,5 МВт, 84,7 МВт, 87,4 МВт або 88 МВт), які при чистому напорі у 170 метрів повинні забезпечувати виробництво 301 млн кВт·год електроенергії на рік.